# Кюзе, Роберта
Роберта Кюзе (фр. Roberte Cusey; 18 марта 1907, Париж — 9 июня 1946) — французская актриса
, модель, победительница национального конкурса красоты Мисс Франция 1926.
В 1926 году стала победительницей конкурса красоты исторической области Франш-Конте.

Роберта Кюзе

Затем выиграла национальный конкурс красоты Мисс Франция 1926, была отобрана среди 160 кандидаток.
До неё победительницы конкурса красоты носили титул «самая красивая женщина Франции», таким образом, Роберта Кюзе стала первой официально именоваться «Мисс Франция».
Снялась в нескольких фильмах (Madame Récamier (1928), Le Collier (1928)). После неудачных попыток начать карьеру в кино, бросила сцену и вернулась к своей прежней работе. В мае 1932 года открыла бутик на Елисейских Полях в Париже.
Она умерла 9 июня 1946 года в клинике Жанны д'Арк в Сен-Манде.